# Aston Martin DB4
O Aston Martin DB4 é um modelo de carro esportivo, fabricado pela Aston Martin entre 1958 e 1963, com destaque para a rara série Aston Martin 1963 DB4 GT, que cada unidade é avaliada em cerca de US$ 1 milhão.